# هجوم منبج 2024
هجوم منبج هو حملة عسكرية شنها الجيش الوطني السوري الموالي لتركيا والقوات الجوية التركية ضد مواقع قوات سوريا الديمقراطية في منبج واستمرت من 6 إلى 11 ديسمبر 2024م. وكان ذلك جزءًا من عملية فجر الحرية، و وقد حدث ذلك بالتزامن مع هجوم دير الزور وهجمات المعارضة السورية الأوسع. سحبت قوات سوريا الديمقراطية قواتها في 11 ديسمبر بعد خمسة أيام من الصراع في أعقاب اتفاق وقف إطلاق النار الذي توسطت فيه الولايات المتحدة.